# Cis horridulus
Cis horridulus es una especie de coleóptero de la familia Ciidae.

## Distribución geográfica
Habita en Estados Unidos.